# Álvaro Gutiérrez Prieto
Álvaro Gutiérrez Prieto (Escalona, 20 de gener de 1970) és un polític espanyol del Partit Socialista Obrer Espanyol (PSOE).
Nascut el 20 de gener de 1970 a Escalona, es va llicenciar en dret per la Universitat Complutense de Madrid. És germà gran de l'antic eurodiputat Sergio Gutiérrez Prieto. Tinent d'alcalde de l'Ajuntament d'Escalona entre 1995 i 2007, el 2007 va encapçalar la candidatura del Partit Socialista Obrer Espanyol per a les eleccions municipals i va passar a convertir-se en alcalde del municipi. També va exercir el càrrec de vicepresident de la Diputació Provincial de Toledo. Va prendre possessió del càrrec de president de la Diputació Provincial de Toledo el 25 de juny de 2015.
El 6 de juliol de 2019, va renovar el seu mandat com a president de la diputació, elegit amb majoria absoluta durant la sessió de constitució de la nova corporació provincial, després dels resultats de les eleccions municipals de maig.